# Абу Бакр Самарканди
Абу Бакр Самарканди, полное имя Абу Бакр Мухаммад ибн Яман Самарканди — исламский богослов и философ. Известен как автор ряда книг по исламу и философии, наиболее известные среди которых Маалим уд-Дин (Знаки религии), Ат-Тибб ур-Рухани (Медицина духа).